# Shoke Madrid
Grupo Shoke, conocida también como Shoke Madrid, es una empresa española conformada por Shot Madrid y La Boutique del Policía, ubicada con tienda física en Madrid. Fundada en 1984, se ha especializado en la venta de armas, material policial, militar y de seguridad privada. Dedicada a la venta y mantenimiento de equipamiento para profesionales de la seguridad y fuerzas de seguridad, proporciona servicios a cuerpos como la Policía Nacional, la Guardia Civil, policías locales y municipales, así como a empresas de seguridad privada. Actualmente, su CEO es Javier Conde.

## Historia
La empresa fue fundada por Manuel Conde en 1984 como una armería para cubrir las necesidades de los cuerpos de seguridad del Estado. Conde era policía municipal, y al observar las necesidades de su sector, decidió abrir SHOT Madrid. Inicialmente, estaba enfocada en la reparación y venta de armas para las Fuerzas y Cuerpos de Seguridad del Estado. Con el tiempo, aparte del aprovisionamiento de armas a cuerpos oficiales, ha ido ampliando su catálogo para atender a profesionales de la seguridad privada y clientes particulares interesados en productos de defensa personal y material táctico, alcanzando las 5000 referencias. También cuentan con una línea de productos de fabricación propia, así como productos aventura y outdoor.  Uno de sus productos que destacan es el spray “antiviolaciones” con un mercado creciente debido al contexto social actual.

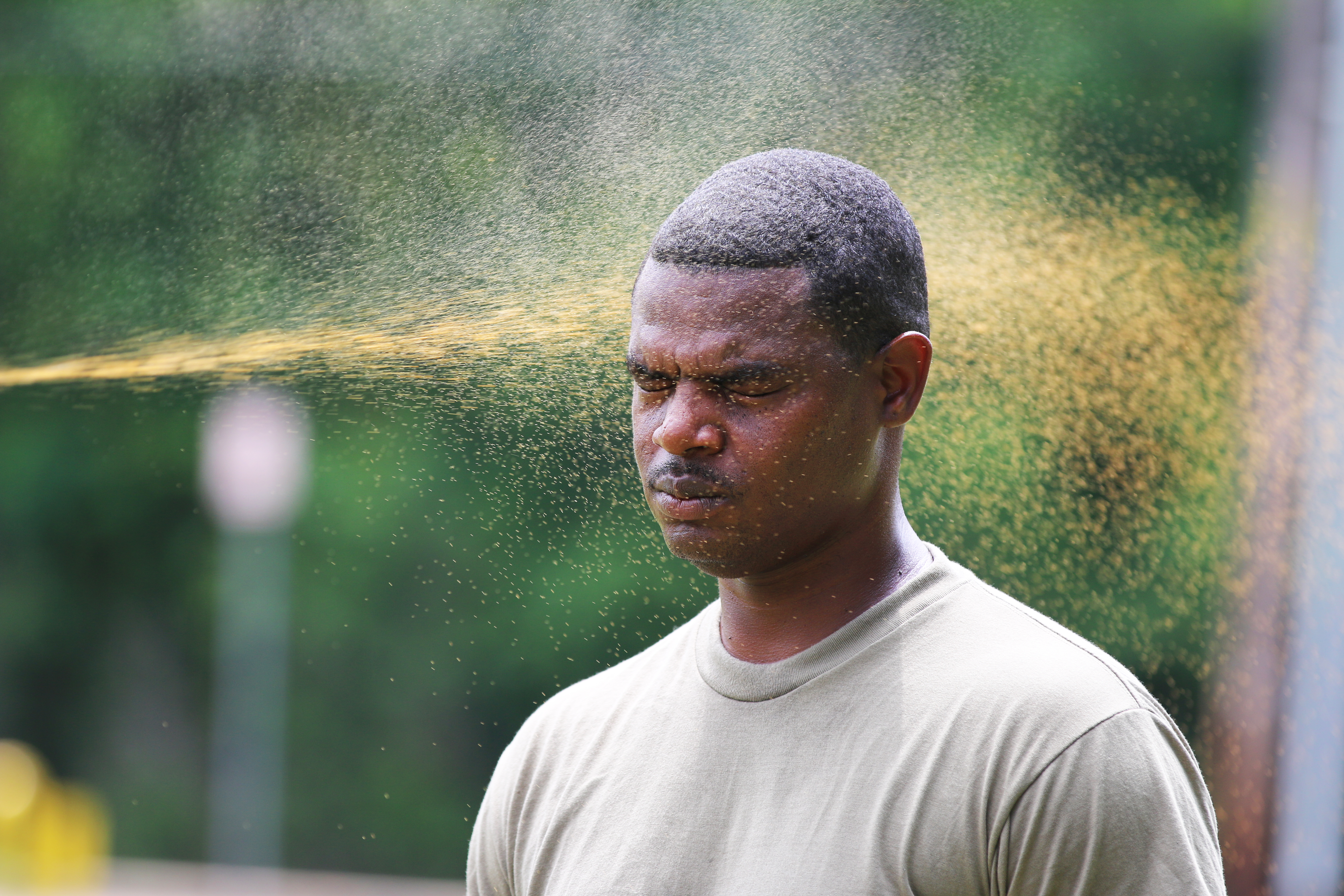
Uso del spray conocido popularmente como "antiviolaciones"

En 2024 cumplieron 40 años en activo.
Premios y reconocimientos
En 2024, en la VIII edición de los Premios Tecnología e Innovación, patrocinados por Indra y organizados por La Razón, se le concedió el Premio a la Compañía Líder en Venta Online de Material para Defensa y Seguridad. 